# Amatissa albitarsia
Amatissa albitarsia är en fjärilsart som beskrevs av George Francis Hampson 1910. Amatissa albitarsia ingår i släktet Amatissa och familjen säckspinnare. Inga underarter finns listade i Catalogue of Life.